# クローバー・シリーズ ひとねむり / 人恋しくて
『クローバー・シリーズ ひとねむり / 人恋しくて』（ - / ひとこいしくて）は、南沙織11枚目のコンパクト盤。1975年11月21日発売。発売元はCBS・ソニー。規格品番: SOLD-83。

## 解説
CBS・ソニーから発売されていたA面2曲、B面2曲、計4曲を収録したコンパクト盤『クローバー・シリーズ』の南沙織盤第10弾。
今作にてシンシアのクローバー・シリーズは終了となった。
シンシアのクローバー・シリーズとしては唯一、有馬三恵子作詞の楽曲が収録されていない。

## 収録曲

### Side A
1. ひとねむり
  - 作詞: 落合恵子、作曲: 筒美京平、編曲: 林哲司
2. Get Down Baby
  - 作詞: 安井かずみ、作曲・編曲: 筒美京平
  - 11thアルバム『Cynthia Street』からの収録。

### Side B
1. 人恋しくて
  - 作詞: 中里綴、作曲: 田山雅充、編曲: 水谷公生
2. 夏の終り
  - 作詞: 安井かずみ、作曲・編曲: 筒美京平
  - 11thアルバム『Cynthia Street』からの収録。

## 関連作品
- 『南沙織 クローバー・シリーズ』

クローバー・シリーズ 17才
クローバー・シリーズ 純潔
クローバー・シリーズ 早春の港
クローバー・シリーズ 色づく街
クローバー・シリーズ バラのかげり / ひとかけらの純情
クローバー・シリーズ 夜霧の街 / 夏の感情
クローバー・シリーズ 17才 / 純潔
クローバー・シリーズ 想い出通り / 女性
クローバー・シリーズ 色づく街 / 哀愁のページ
シンシアのクリスマス